# Museo Regional de Historia de Aguascalientes
El Museo Regional de Historia de Aguascalientes es un recinto museográfico de Aguascalientes, Aguascalientes. Trata la historia del actual estado desde la prehistoria hasta la época actual. Está localizado en un edificio de Refugio Reyes Rivas que data de 1901.

## Historia
El edificio donde está alojado el museo es obra de Refugio Reyes Rivas, un arquitecto de gran tradición en el estado, para la familia Macías Arellano, para ser establecido más tarde como un colegio religioso. Es de estilo ecléctico, ya que incluye tanto arquitectura neoclásica, como art noveau y neogótico.

## Salas
El museo cuenta con las siguientes salas:
- Paleontología
- Arqueología
- Historias de fe
- La ruta de la plata
- El camino real de tierra adentro
- Fundación de Aguascalientes